# 太平店镇 (襄阳市)
太平店镇，是中华人民共和国湖北省襄阳市樊城区下辖的一个行政建制镇。
2001年前属襄阳县。2001年8月，襄阳县改为襄阳区，牛首镇、太平店镇划归樊城区。

## 行政区划
太平店镇下辖以下地区：
共建街社区、老街社区、朱坡社区、小樊村、沈河村、刘河村、乔岗村、芦湾村、邵楼村、王台村、龙巷村、小龙洲村、蔡岗村、郭岗村、严湾村、合心村、龚洲村、杨旗营村、胥营村、王堤村、上茶庵村、钱徐村、梁庄村、大冲村、张祠村、李集村、晏楼村、崔湾村、宋闸村、曾岗村、徐堤村、徐庄村、肖笆村、石河村、李家湾村、龙李村、朱坡村、张园村、徐营村、莫岗村、杜湾村和孙蔡村。